# Гринберг, Анатолий Павлович
Анатолий Павлович Гринберг (1910, Кременец, Волынская губерния — 1985, Ленинград) — советский физик-экспериментатор, лауреат Государственной премии СССР (1968).

## Биография
Окончил Житомирский индустриальный техникум (1931, работал техником-электриком и инженером на различных заводах Житомира и Ленинграда) и физико-механический факультет Ленинградского политехнического института (1934—1939).
С IV курса ЛПИ и до конца жизни работал в Ленинградском физико-техническом институте (ФТИ) в лаборатории И. В. Курчатова. Параллельно в 1946—1968 гг. преподавал в ЛПИ, учебный год 1956—1957 — в Пекинском политехническом институте.
С июля 1941 по 1945 г. в эвакуации в Казани, участвовал в создании приборов ночного видения и исследованиях по размагничиванию корпусов морских судов. В 1942—1943 гг. выполнил экспериментальные исследования по ядерной изометрии, структуре возбужденных уровней ядра брома, которые легли в основу кандидатской диссертации.
Сын — Сергей, выпускник ЛИСИ (1971).

## Награды и звания
- Кандидат физико-математических наук (1943).
- Государственная премия СССР (1968) — за цикл работ по исследованию кулоновского возбуждения ядер (1956—1966).

## Научная деятельность
Был в составе группы сотрудников ФТИ, обеспечивших монтаж циклотрона ФТИ и пуск его в эксплуатацию. В дальнейшем проводил на нём исследования кулоновского возбуждения ядер, ускорения тяжелых ионов.

### Сочинения
- Методы ускорения заряженных частиц / А. П. Гринберг. — М. ; Л. : Гос. изд-во технико-теорет. лит., 1950. — 384, XVI с., 1 л. табл.
- Игорь Васильевич Курчатов в физико-техническом институте (1925—1943) / А. П. Гринберг, В. Я. Френкель; отв. ред. В. М. Тучкевич. — Ленинград : Наука, Ленингр. отд-ние, 1984. — 180, [1] с. : фот., рис. ; 20 см. — (История науки и техники / Акад. наук СССР). — Библиогр.: с. 168—179. — 8000 экз.
- Библиография по ускорителям. [1930-1967 гг.] [Текст] / А. П. Гринберг, Е. И. Гусенкова ; АН СССР. Отд-ние ядерной физики. Физ. техн. ин-т им. А. Ф. Иоффе. — Ленинград : Наука. Ленингр. отд-ние, 1970. — 402 с.; 27 см.
- Гринберг А П «Микротрон» УФН 75 421—458 (1961)
- А. П. Гринберг. Ускорение электронов с помощью электромагнитной индукции (бетатрон Керста). УФН, т. XXVII, вып.1, с. 31-71 (1945).